# I'm So Sick
I'm So Sick är den första egentliga singeln av den amerikanska rockgruppen Flyleaf, utgiven den 29 augusti 2006. Låten kommer från bandets självbetitlade debutalbum Flyleaf och skrevs av alla fem bandmedlemmarna.
Låten börjar med ett distat elbasriff och har hamnat i genren alternativ metal eftersom sångerskan Lacey Mosley skriker i vissa delar. Dock är inte gitarrerna mycket tyngre än vad de är på albumets övriga låtar.
Det har också gjorts en musikvideo till I'm So Sick som regisserades av bröderna The Brothers Strause och har sänts på flera musikrelaterade TV-kanaler.
I'm So Sick har använts upprepande i media, exempelvis som remix till soundtrack-albumet för Resident Evil: Extinction, bonuslåt i tv-spelet Rock Band och låten med video spelades i filmen Live Free or Die Hard.

## Låtlista
1. I'm So Sick (Album) - 2:58
2. I'm So Sick (Live) - 3:22

## Banduppsättning
- Lacey Mosley - sång
- Sameer Bhattacharya - gitarr
- Jared Hartmann - gitarr
- Pat Seals - bas
- James Culpepper - trummor